# Toluensulfonsyra
Toluensulfonsyra eller metylbensensulfonsyra är en sulfonsyra med formeln C7H7SO2OH. Den stabilaste av de tre ställningsisomererna, para-toluensulfonsyra eller 4-toluensulfonsyra, förkortas PTSA efter engelskans para-toluenesulfonic acid.

## Egenskaper
Toluensulfonsyra är en organisk stark syra med pKa = −2,8 vilket är en miljon gånger starkare än bensoesyra. Det är en av få starka syror som är i fast form vid rumstemperatur. Till skillnad mot många andra starka syror är toluensulfonsyra inte oxiderande.

## Isomerer
Toluensulfonsyra finns i tre ställningsisomera former.
|                       |                       |                       |
| orto-Toluensulfonsyra | meta-Toluensulfonsyra | para-Toluensulfonsyra |

## Framställning
Toluensulfonsyra framställs genom att reagera toluen (C7H8) med svavelsyra (H2SO4).
{\displaystyle {\rm {C_{7}H_{8}+H_{2}SO_{4}\rightarrow C_{7}H_{7}SO_{2}OH+H_{2}O}}}

## Användning
Toluensulfonsyra används inom organisk syntes som katalytisk syra. Den har fördelen att den är löslig i organiska lösningsmedel.

## Risker
Toluensulfonsyra är starkt frätande på hud, slemhinnor och ögon. Inhalering kan leda till lungödem.